# Josephine Tey
Josephine Tey, pseudônimo de Elizabeth Mackintosh (Inverness, 25 de julho de 1896 — 13 de fevereiro de 1952) foi uma escritora escocesa, autora de novelas de mistério. Seu romance The Daughter of Time foi um trabalho de detetive investigando o papel de Ricardo III da Inglaterra na morte dos Príncipes na Torre, e nomeado como o maior romance policial de todos os tempos pela Crime Writers' Association. Sua primeira peça Richard of Bordeaux, escrita sob outro pseudônimo Gordon Daviot, estrelou John Gielgud em sua bem-sucedida temporada no West End.

## Publicações

### Romances

#### Romances do Inspetor Alan Grant
Todos como Josephine Tey, exceto onde especificado
1. The Man in the Queue (também publicado como Killer in the Crowd) (1929) [como Gordon Daviot]. Serializado, Dundee Evening Telegraph, 12 de agosto a 24 de setembro de 1930.[5]
2. A Shilling for Candles (1936)[6] (a base do filme de Hitchcock de 1937 Young and Innocent)
3. The Franchise Affair (1948) [Inspetor Grant aparece brevemente no início, mencionado algumas vezes] (filmado em 1950 estrelado por Michael Denison e Dulcie Gray)
4. To Love and Be Wise (1950)
5. The Daughter of Time (1951) (eleito o maior romance policial de todos os tempos pela British Crime Writers' Association em 1990)
6. The Singing Sands (1952) (liga-se à descoberta da cidade perdida de Wabar, baseada na lenda de Iram dos Pilares)

#### Mistérios autônomos
Todos como Josephine Tey. Esses romances são ambientados na mesma Grã-Bretanha fictícia do século XX que os romances do Inspetor Grant.
- Miss Pym Disposes (1946)[6]
- Brat Farrar (or Come and Kill Me) (1949) (a base, sem crédito na tela, para a produção de 1963 Hammer - Paranoiac)

#### Outros romances
Todos como Gordon Daviot
- Kif: An Unvarnished History (1929) - história de um menino que cuida de cavalos e passa pela Primeira Guerra Mundial.
- he Expensive Halo: A Fable without Moral (1931) - cerca de dois pares de irmãos e irmãs, um aristocrático, o outro da classe trabalhadora.
- The Privateer (1952) - uma reconstrução ficcional da vida do corsário Henry Morgan.

### Biografia
- Claverhouse (1937) [como Gordon Daviot] (uma vida do líder de cavalaria do século XVII John Graham de Claverhouse, 1º Visconde Dunde)

### Peças
- Richard of Bordeaux (1932)[6]
- The Laughing Woman (1934)
- Queen of Scots (1934)
- The Stars Bow Down (1949)
- Kirk o'Field (1940)
- Cornelia (1946)[7][8]
- The Little Dry Thorn (1946)
- Leith Sands (1946)
- Rahab (1946)
- The Mother of Masé (1946)
- Sara (1946)
- Mrs Fry has a Visitor (1946)
- Three Mrs Madderleys 1946)
- Clarion Call (1946)
- Remember Cæsar (1946d)
- Valerius (1948)
- Barnharrow (1949,[9][10]
- The Balwhinnie Bomb (1949)
- Dickon (1955)

### Reproduções de rádio
Todos como Gordon Daviot
- The Laughing Woman. BBC Home Service, 1940
- Leith Sands. BBC Home Service, 1941
- Queen of Scots. BBC Home Service, 1942
- The Three Mrs Madderleys. BBC Home Service, 1944
- Mrs Fry Has a Visitor. BBC Home Service, 1944
- Three Women. BBC Home Service, 1945
- Remember Caesar. BBC Home Service, 1946
- The Stars Bow Down. BBC Home Service, 1948
- The Pen of My Aunt. BBC Home Service, 1950
- The Pomp of Mrs Pomfret. BBC Home Service, 1954

### Reproduções de televisão
Todos como Gordon Daviot
- Sweet Coz. BBC Television, 1955
- Lady Charing Is Cross. BBC Television, 1955
- The Staff Room. BBC Television, 1956
- Barnharrow. BBC Television, 1956

### Histórias curtas
Todos como Gordon Daviot
- Pat at Seven. Westminster Gazette, 1926
- Janet. Westminster Gazette, 1926
- Atalanta. Westminster Gazette, 1927
- Pat Wears His Second Best Kilt. Westminster Gazette, 1927

### Poemas
Todos como Gordon Daviot
- A Song of Racing. Westminster Gazette, 1927
- Exile. Westminster Gazette, 1927
- Deadlock. Westminster Gazette, 1927
- A Song of Stations. Westminster Gazette, 1927
- Roads. Westminster Gazette, 1927
- In Memoriam HPFM. Westminster Gazette, 1927
- Dyspepsia. Westminster Gazette, 1927
- Reasons. Westminster Gazette, 1927
- When I Am Old. Westminster Gazette, 1928

### Curta Não Ficção
Como Gordon Daviot
- Tossing the Caber. Westminster Gazette, 1927